# Ribautia brittini
Ribautia brittini är en mångfotingart som först beskrevs av Gilbert Edward Archey 1922.  Ribautia brittini ingår i släktet Ribautia och familjen storjordkrypare. Inga underarter finns listade i Catalogue of Life.